# Trjapitzinellus obscurus
Trjapitzinellus obscurus är en stekelart som först beskrevs av Mercet 1921.  Trjapitzinellus obscurus ingår i släktet Trjapitzinellus och familjen sköldlussteklar. Inga underarter finns listade i Catalogue of Life.